# Polistes rubidus
Polistes rubidus är en getingart som beskrevs av Amédée Louis Michel Lepeletier 1836. Polistes rubidus ingår i släktet pappersgetingar, och familjen getingar. Inga underarter finns listade i Catalogue of Life.